# Phostria gravitalis
Phostria gravitalis là một loài bướm đêm trong họ Crambidae.